# Bradypterus carpalis
El zarzalero aliblanco (Bradypterus carpalis) es una especie de ave paseriforme de la familia Locustellidae endémica de la región de los Grandes Lagos de África.

## Distribución y hábitat
Se encuentra únicamente en la región de los Grandes Lagos de África y sus alrededores, distribuido por Burundi, Kenia, el este de la República Democrática del Congo, Ruanda, Tanzania, Uganda, y Zambia. Sus hábitats naturales son las zonas pantanosas y las riberas.